# Jean-Baptiste de' Rossi
Ne doit pas être confondu avec Giovanni Battista de Rossi ou Baptiste Rossi.
Jean-Baptiste de' Rossi (Voltaggio, 22 février 1698 - Rome, 23 mai 1764) est un prêtre italien reconnu saint par l'Église catholique.

## Biographie
Giovanni Battista de' Rossi naît à Voltaggio dans la province d'Alexandrie actuelle, à l'époque la république de Gênes. À 13 ans, il part à Rome pour étudier au Collège romain et loge dans la maison de son cousin Laurent qui est chanoine à Santa Maria in Cosmedin. En 1715, il décide de devenir prêtre, mais n'entre cependant pas chez les Jésuites, car son ami Jérôme Vaselli, fondateur de l'Union pieuse des prêtres séculiers de Saint-Gall, l'encourage à aider les pauvres de Rome. Cependant, il n'abandonne pas la spiritualité jésuite. En raison de sa mauvaise santé et ses premières crises d'épilepsie, une maladie qui le fera souffrir toute sa vie, il est contraint de quitter le Collège romain et de poursuivre ses études théologiques chez les Dominicains.
Ordonné prêtre le 8 mars 1721, il célèbre sa première messe dans l'église Saint-Ignace-de-Loyola sur l'autel où repose les reliques de saint Louis de Gonzague, un saint pour lequel il a une grande dévotion. En 1737, son cousin Laurent décède ; il hérite de sa place de chanoine, mais ne l'accepte que sur l'ordre de son confesseur. Il vend la grande maison de son cousin et distribue l'argent aux pauvres, puis s'installe dans un grenier à proximité de Santa Maria in Cosmedin. 
Il a une vénération spéciale pour l'icône de la Vierge placée dans l'église et considérée comme miraculeuse. Jean-Baptiste porte toujours sur lui une reproduction de cette image. Il a d'ailleurs une profonde dévotion envers Marie ; il pratique l'Angélus mais aime surtout le Rosaire. Il diffuse aussi la pratique de la récitation des trois Je vous salue Marie matin et soir. Sous son influence, les chanoines ajoutent les Litanies de Lorette à l'office. Il est ensuite dispensé de l'obligation de réciter l'office au chœur pour pouvoir se consacrer plus librement à ses engagements apostoliques, devenant un confesseur et un directeur spirituel apprécié.
Il n'oublie pas la recommandation de son ami Jérôme Vaselli à aider les pauvres de Rome. Il se lève de bon matin pour évangéliser les bergers qui viennent à Rome pour vendre leurs produits. Il visite l'hospice de Santa-Galla, où Don Vaselli accueille des vagabonds et des enfants abandonnés. Après la mort de Vaselli, Jean-Baptiste lui succède et s'y dévoue jusqu'à sa mort. Il fonde l'hospice Saint-Louis-de-Gonzague pour donner un abri pour la nuit aux filles sans domicile de Rome. Il se consacre également à la visite des prisonniers et aux soins des malades dans les hôpitaux de Santa-Galla et de la Trinità dei Pellegrini.
Benoît XIV le nomme consultant pour la réforme de la discipline ecclésiastique. Rossi accepte car il peut continuer ses visites habituelles dans les prisons et les hôpitaux romains, surtout en été, lorsque les patients augmentaient en raison de la fièvre paludéenne. Voulant vivre parmi les pauvres, il abandonne en 1747 sa maison pour s'installer au pensionnat sacerdotal de la Trinità dei Pellegrini.  C'est là qu'il décède le 23 mai 1764.

## Culte

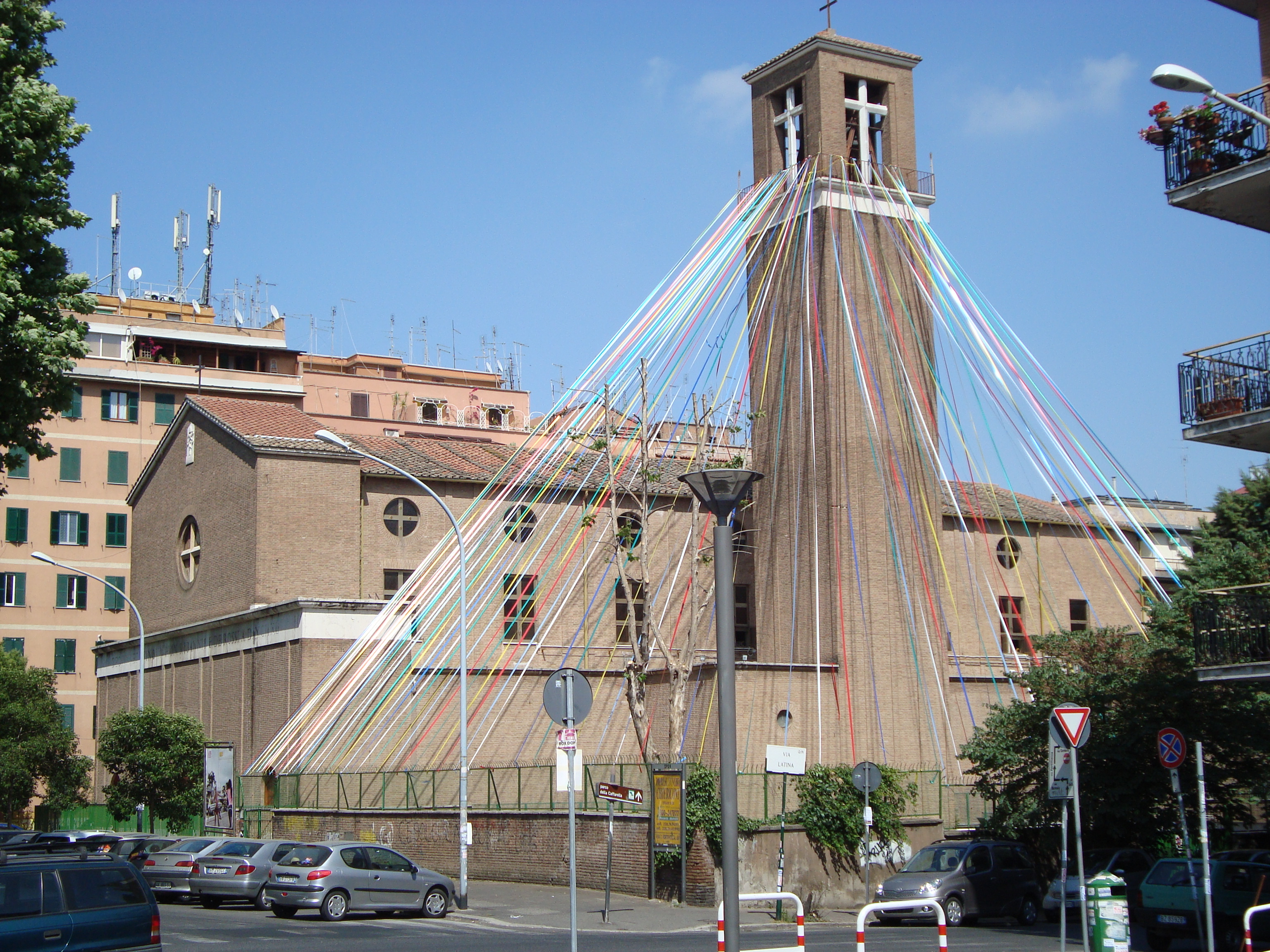
L'église San Giovanni Battista de Rossi à Rome où se trouvent ses reliques.

Son corps est d'abord inhumé dans la chapelle de l'hôpital dei Pellegrini. Jean-Baptiste de' Rossi est béatifié le 13 mai 1860 par Pie IX et canonisé par Léon XIII le 8 décembre 1881. Depuis le 23 mai 1965, ses reliques sont conservées dans l'église paroissiale qui lui est dédiée à Rome, élevée en 1969, et rattachée au titre cardinalice de San Giovanni Battista de' Rossi.